# Acamantide
Acamantide (in greco antico: Ἀκαμαντίς?, Akamantís) era la quinta delle dieci tribù di Atene istituite dalla riforma di Clistene, avente come eroe eponimo Acamante.

## Demi
La tribù Acamantide comprendeva, come le altre, una trittia della Mesogea, una della Paralia e una dell'asty, alle quali inizialmente appartenevano 5, 3 e 5 demi, aventi rispettivamente 19, 17 e 14 buleuti, per un totale di 13 demi e 50 buleuti.
I demi calarono a 10 nel 307 a.C. e a 9 nel 224 a.C., risalirono a 12 per qualche mese nel 201 a.C., scendendo subito dopo a 11, e infine divennero 10 nel 126. Questo è l'elenco:

### Trittia della Mesogea
- Eitea (dal 307 a.C. Antigonide, dal 201 a.C. di nuovo Acamantide, dal 126 Adrianide)
- Agnunte (dal 307 a.C. Demetriade, nel 201 a.C. qualche mese nell'Acamantide, dal 201 a.C. Attalide)
- Cicinna
- Prospalta (dal 224 a.C. Tolemaide)
- Sfetto

### Trittia della Paralia
- Cefale
- Poro (dal 307 a.C. Demetriade, dal 201 a.C. di nuovo Acamantide)
- Torico

### Trittia dell'asty
- Colargo
- Ireside
- Ermo
- Ifistiade
- Ceramico